# IDDH
International Droits et Divers Holding (IDDH) est une société anonyme fondée en 1979 par Bruno-René Huchez, active dans la production de films pour la télévision et la gestion de droits télévisuels.
Dès la fin des années 1970, IDDH importe et adapte en France et en Europe des séries d'animation japonaises 
À partir de 1985, IDDH devient producteur de séries d'animation françaises et coproduit aussi avec différentes majors américaines.

## Historique

### Les débuts (1977-1984)
Jusqu'en 1977, Bruno-René Huchez est employé par la société japonaise Marubeni, chargé de l'import-export de produits extrêmement divers, comme les droits des matchs de rugby qu'il tente de vendre au Japon. Du côté japonais, il fait acquérir à Marubeni les droits européens de quelques programmes d'animation du catalogue de Toei Animation.
En 1977, Marubeni décide de fermer son secteur import-export et laisse à Bruno-René Huchez les droits des séries de la Toei. Huchez arrive à convaincre un des responsables d'Antenne 2 d'acheter trois séries : Goldorak, Candy-Candy et Albator, le corsaire de l'espace. Afin de rassurer à la fois les Japonais et les Français qui ne le connaissent pas, la vente se fait par l'intermédiaire de Jacques Canestrier, qui possède la société Telcia, et de son épouse, elle-même japonaise. Canestrier s'occupe de la vente, du doublage, de la distribution et des droits dérivés du programme. Jacques Canestrier continuera l'import de son côté, avec des films japonais distribués en cassettes vidéo : Deux ans de vacances, La Petite Sirène, etc.
Le succès est immédiat et Huchez commence alors à acheter directement plusieurs programmes au Japon dont la série live San Ku Kaï qu'il revend en 1979 à Antenne 2 pour l'émission Récré A2, ce qui lui permet de créer IDDH. TF1 à son tour s'intéresse au marché en achetant Capitaine Flam en 1981, puis Rody le petit Cid (1982) et Les Trois Mousquetaires (1984). IDDH distribue parallèlement ces mêmes programmes dans d'autres pays européens, tels que l'Espagne ou l'Italie, toujours avec le même succès.
Plusieurs séries continuent d'apparaître dans Récré A2 au fur et à mesure des années, dont Tom Sawyer (1982), X-Or (1983), Judo Boy (1983), L'Empire des Cinq (1985)… Sur FR3 sont diffusés Bouba (1981), Les Quatre Filles du docteur March (1989) ou le téléfilm Les Misérables (1981).
IDDH conclut également un contrat de distribution avec le producteur espagnol BRB Internacional afin de distribuer en France ses programmes, dont Rody le petit Cid et Le Tour du monde en 80 jours.

### La grande aventure de la production (1985-1991)
Dès 1984, il est demandé dans les plus hautes sphères de la République Française de commencer à produire français. IDDH crée alors son studio à Angoulême. La première série à sortir de ces studios est Clémentine, diffusée dès 1985 sur Antenne 2. Suivent ensuite Moi Renart (1986), Molierissimo (1989), Marianne Ire ou encore Bleu, l'enfant de la Terre (1990) de Philippe Druillet sur Canal+.
La plus grande commande provient cependant de La Cinq, qui doit faire face aux quotas de production et met en chantier plusieurs séries, dont Barnyard commandos (1990), Draculito et Bucky O'Hare... contre les Krapos ! (1991).
Parallèlement, IDDH investit dans plusieurs séries américaines afin de gonfler le catalogue français de la société. Le plus gros succès viendra des Tortues Ninja : Les Chevaliers d'écaille (1987) et de Denver, le dernier dinosaure (1988), dont les coproductions américaines seront initiées par Pierre Métais et dont certains scripts seront écrits par Bruno-René Huchez en personne ou certains de ses collaborateurs. Ce système très efficace permet de faire travailler à la fois le studio français et d'acquérir pour des frais moindres un imposant catalogue de programmes qui seront considérés comme français.
IDDH poursuit aussi son activité de distribution et devient même producteur de l'émission-phare de FR3 destinée à la jeunesse, Amuse 3. L'accord avec BRB Internacional permet d'utiliser la série David le gnome (1987)  et ses personnages, qui vont servir de présentateurs virtuels (des extraits d'épisodes sont remontés et redoublés). En 1987, IDDH ne peut plus vendre ses séries à TF1, la chaîne travaillant exclusivement avec AB Productions. IDDH vend alors à AB ses séries-fétiches (Goldorak, Candy, Capitaine Flam) et une série live jusque-là diffusée seulement sur Canal+, Bioman (1985), ainsi que ses suites Maskman (1988) et Liveman (1989).
Le 8 septembre 1991, Amuse 3 tire sa révérence, malgré des séries devenues cultes comme Edgar de la cambriole (1985) et Signé Cat's Eyes (1986), et les difficultés de la Cinq achèvent le développement de la société.

### La fin de l'aventure (1992-2000)
En 1992, La Cinq est placée en redressement judiciaire puis en liquidation judiciaire, ce qui a pour effet de causer de graves difficultés financières à ses fournisseurs, dont IDDH. La société trouve cependant un nouveau diffuseur avec M6, qui a décidé de relancer ses programmes jeunesse. Malheureusement, les budgets alloués ne suffisent pas à combler le passif laissé par La Cinq.
Afin de survivre, IDDH vend son catalogue de programmes à Europe Images (séries japonaises, américaines et françaises), devenu depuis Lagardère Entertainment Rights.
Entre ces chutes brutales d'activité et un contrôle fiscal, la société doit définitivement fermer ses portes en décembre 2000.

## Dates-clés
- 1977 : acquisition des droits des séries Toei Animation par Bruno-René Huchez
- 17 novembre 1981 : immatriculation de la société
- 9 novembre 1995 : redressement judiciaire
- 25 mars 1997 : plan de continuation
- 1er septembre 1999 : redressement judiciaire (2)
- 25 octobre 1999 : liquidation judiciaire
- 29 décembre 2000 : clôture
- 29 décembre 2000 : radiation

Source : societe.com

## Catalogue

### Séries d'animation importées
- Bouba (1981)

- Capitaine Flam (1981)
- Les Misérables (téléfilm, 1981)

- Onze pour une coupe (1982)
- Tom Sawyer (1982)
- Rody le petit Cid (1982)
- Démétan, la petite grenouille (1983)
- Judo Boy (1983)
- Le Tour du monde en 80 jours (1983)
- X-Or (1983)
- Les Trois Mousquetaires (1984)
- Bioman (1985)
- Les Quatre Filles du docteur March (1981)
- Cobra (1985)
- Edgar de la cambriole (1985)
- L'Empire des Cinq (1985)
- Transformers (1985)
- Crocus (1986)
- Douze Mois ou la Forêt enchantée (téléfilm, 1986)
- Lady Oscar (1986)
- L’Île au trésor (1986)
- Mazinger Z (1986)
- L’Oiseau bleu (1986)
- Signé Cat’s Eyes (1986)
- Les Petits Malins (1987)
- Maskman (1988)
- Pollen (1989)
- Dan et Danny (1989)
- Isabelle de Paris (1989)
- Liveman (1989)
- Nell (1989)

### Séries d'animation françaises
- Clémentine (1985)
- Moi Renart (1986)
- Molierissimo (1989)
- Bleu, l'enfant de la Terre (1990)
- Marianne Ire (1990)
- Les Aventures de la famille Glady (1991)
- Lucky Luke (1991)
- Les Mille et Une Nuits (1993)
- Michel Strogoff (1998)

### Séries d'animation coproduites
- Tortues Ninja (1987)
- Denver, le dernier dinosaure (1988)
- Barnyard commandos (1990)
- Draculito, mon saigneur (1991)
- Bucky O'Hare... contre les Krapos ! (1991)
- La Légende de Prince Vaillant (1991)
- Retour vers le futur (1991)
- Fantôme 2040 (1994)

| Title                         | Chaîne d origine | Co-productions avec                                                                     | Note | Diffussion |
| ----------------------------- | ---------------- | --------------------------------------------------------------------------------------- | ---- | ---------- |
| Denver, le dernier dinosaure  | FR3              | Zodiac Entertainment                                                                    |      | 1988       |
| La Légende de Prince Vaillant | FR3              | The Family Channel Hearst Entertainment                                                 |      | 1990-1993  |
| Retour vers le futur          | Antenne 2        | Universal Cartoon Studios Zaloom/Mayfield Productions BIG Pictures Amblin Entertainment |      | 1991-1992  |